# Camden-on-Gauley
Pour les articles homonymes, voir Camden.
Camden-on-Gauley est une ville américaine située dans le comté de Webster en Virginie-Occidentale.
Selon le recensement de 2010, Camden-on-Gauley compte 169 habitants. La municipalité s'étend sur 0,33 milles carrés (0,85 km2).
La ville s'appelait à l'origine « Lanes Bottom ». Elle prend le nom de Camden-on-Gauley en 1904 lorsqu'elle devient une municipalité, en l'honneur du sénateur Johnson N. Camden (en).